# Fetonte (Euripide)
Fetonte (in greco antico: Φαέθων?, Phaethon) è una tragedia di Euripide oggi perduta, di cui restano 12 frammenti, per circa 400 versi in tutto.

## Trama
La ninfa Climene, figlia di Oceano, recita il prologo, ricordando la sua avventura con il dio Elio, da cui ha avuto Fetonte, comunque ritenuto figlio di Merope, re degli Etiopi, che ella ha sposato e con cui vive. All'arrivo del figlio, un giovane cacciatore, Climene decide di rivelargli il segreto della sua nascita, anche se non viene creduto, spingendo la madre a convincerlo ad andare nel palazzo del dio per assicurarsi che ella gli ha detto il vero.

Dopo l'ingresso del coro, che esalta l'arrivo del giorno, entra Merope, che, preceduto da un araldo, annuncia il prossimo matrimonio del figlio, con il quale ha un duro scontro: alla fine, nonostante le sue resistenze, Fetonte acconsente e, dopo l'uscita del vecchio re, decide anche di far visita ad Elio.

Dopo un probabile canto corale tra Climene e il coro, entrambi preoccupati per la lunga assenza di Fetonte, giunge il tutore del giovane a raccontare dell'incontro tra Elio e il figlio e della sciagurata promessa del dio di esaudire ogni desiderio di Fetonte che, messosi alla guida del carro del Sole, finisce per perire nell'impresa e cadere, ormai morto, nei pressi proprio del palazzo di Merope.

Ignorando il dramma e lo strazio di Climene, entra un semicoro di vergini a cantare l'imeneo per Fetonte, accompagnato da Merope che, scoperto il cadavere del figlio, si abbandona a una straziante monodia, finché non compare, ex machina, Oceano, padre di Climene, che salva la figlia dall'ira di Merope, a cui aveva rivelato tutto e annuncia la sepoltura di Fetonte in riva all'Eridano.